# Александру Врємя
Александру Врємя (рум. Alexandru Vremea, нар. 3 листопада 1991, Яловени) — молдовський футболіст, півзахисник клубу «Петрокуб».
Виступав, зокрема, за «Зімбру», а також національну збірну Молдови.

## Клубна кар'єра
У дорослому футболі дебютував 2009 року виступами за команду «Сфинтул Георге», в якій провів два сезони, взявши участь у 66 матчах чемпіонату. Більшість часу, проведеного у складі «Сфинтул Георге», був основним гравцем команди.
Своєю грою за цю команду привернув увагу представників тренерського штабу клубу «Академія УТМ», до складу якого приєднався влітку 2012 року. Відіграв за кишинівський клуб наступні два з половиною сезони своєї ігрової кар'єри. Граючи у складі «Академії УТМ» також здебільшого виходив на поле в основному складі команди.
На початку 2014 року уклав контракт з клубом «Зімбру» і у тому ж році виграв з командою Кубок та Суперкубок Молдови. Загалом за «зубрів» провів два роки, після чого на початку 2016 року повернувся в клуб «Академія УТМ».
Влітку 2017 року вирішив відправитись за кордон, ставши гравцем румунського клубу «КСМ Політехніка Ясси», проте у новій команді не закріпився, зігравши лише один матч у Лізі І і у січні 2018 року повернувся на батьківщину, ставши гравцем «Петрокуба».

## Виступи за збірну
2014 року дебютував в офіційних матчах у складі національної збірної Молдови.

## Титули та досягнення
- Володар Кубка Молдови: 2014
- Володар Суперкубка Молдови: 2014